# Elubo
Elubo – jedno z najbardziej na zachód wysuniętych miast w dystrykcie Jomoro w Regionie Zachodnim w Ghanie, tuż przy granicy z Wybrzeżem Kości Słoniowej. Leży na północny wschód od stolicy dystryktu Half Assini.
Nieopodal miasta znajduje się park narodowy Nini-Suhien National Park oraz rezerwat przyrody Ankasa Game Reserve.